# Димитрије Ћеранић
Димитрије Ћеранић (Сарајево, 1981) српски је правник и професор на Правном факултету Универзитета у Источном сарајеву.

## Биографија
Рођен је 19. септембра 1981. године у Сарајеву. Дипломирао је на Правном факултету Универзитета у Источном сарајеву 2005. године. Мастер рад под насловом „Рушљивост завјештања због повреде облика“ одбранио је на Правном факултету Универзитета у Београду 2008. године. Докторску дисертацију на тему „Наследноправна дејства усвојења“ одбранио је на Правном факултету Универзитета у Крагујевцу 2016. године.
На Правном факултету Универзитета у Источном сарајеву ради од 2005. године. У звање доцента на ужој научној области Грађанско право изабран је 2016. године. Држи наставу из предмета Насљедно право, Породично право и Грађанско процесно право, те предмета Имовински односи супружника и Нотаријално право на другом циклусу студија.
Члан је Предсједништва Удружења правника Републике Српске и предсједник Подружнице за регију Бијељина. Секретар је Катедре за грађанско право, као и секретар Редакције часописа „Годишњак Правног факултета у Источном Сарајеву“. Предсједник је Библиотечког одбора и руководилац Бесједничке секције на Правном факултету. Члан је Републичког одбора Синдиката образовања, науке и културе Републике Српске и предсједник Координационог одбора синдиката Универзитета у Источном Сарајеву. Члан је Надзорног одбора СПКД „Просвјета“.
Био је и јесте члан радних група за израду: Нацрта закона о службеној употреби језика и писма Републике Српске, Нацрта закона о високом образовању Републике Српске, Приједлога закона о звањима Републике Српске, те Нацрта закона о измјенама и допунама Породичног закона Републике Српске. Учествовао је у раду на неколико пројеката. Био је члан више организационих одбора научних скупова, школа и клиника које су организоване на Правном факултету Универзитета у Источном сарајеву.